# Мезекенхаген
Мезекенхаген (нем. Mesekenhagen) — община в Германии, в земле Мекленбург-Передняя Померания.
Входит в состав района Восточная Передняя Померания. Подчиняется управлению Ландхаген.  Население составляет 1034 человека (на 31 декабря 2010 года). Занимает площадь 25,52 км².
Коммуна подразделяется на 7 сельских округов.

## Известные жители
Рудольф Асмис — немецкий дипломат.